# Apatochernes turbotti
Apatochernes turbotti är en spindeldjursart som beskrevs av Beier 1969. Apatochernes turbotti ingår i släktet Apatochernes och familjen blindklokrypare. Inga underarter finns listade i Catalogue of Life.